# Itapotihyla langsdorffii
Itapotihyla langsdorffii is een kikker uit de familie boomkikkers (Hylidae).

## Naamgeving
De soort werd voor het eerst wetenschappelijk beschreven door Duméril en Bibron in 1841. Oorspronkelijk werd de wetenschappelijke naam Hyla Langsdorffii gebruikt. De soortaanduiding langsdorffii is een eerbetoon aan Georg Heinrich von Langsdorff (1774 - 1852). Er is nog geen Nederlandse naam voor deze monotypische soort, de enige uit het geslacht Itapotihyla.

## Verspreiding en habitat
Itapotihyla langsdorffii komt voor in delen van de Atlantische bossen in Zuid-Amerika: in de landen Argentinië en Brazilië. Het is een boombewonende soort die in bomen en struiken leeft en aangetroffen is tot op 700 meter boven zeeniveau. De larven ontwikkelen zich in zowel permanente wateren als tijdelijke poeltjes in het regenwoud. De vernietiging van het natuurlijke leefgebied door ontbossing en het aanleggen van dammen is de grootste bedreiging voor deze soort. 